# Labidochromis mylodon
Labidochromis mylodon (лат. ) — один из видов рыб семейства цихловых. Эта рыба обитает в озере Малави. Имеет размеры 6—9 сантиметров.

## Этимология
Название рода имеет отношение к строению острых зубов на челюстях, способных вырывать водоросли, а также маленьких животных из мельчайших углублений в скалах.

## Среда обитания
Данный вид встречается в южной части озера Малави у острова Мумбо. Область их распространения ограничена западным побережьем этого острова. Они предпочитают жить в небольших скалах, где они легко могут добывать себе пищу.
Питаются в основном мелкими улитками, личинками и ракообразными. Их они умело выклёвывают из скальных обрастаний при помощи своих зубов.